# Dirac (Charente)
Dirac é uma comuna francesa na região administrativa da Nova Aquitânia, no departamento de Charente. Estende-se por uma área de 29,29 km². Em 2010 a comuna tinha 1 540 habitantes (densidade: 52,6 hab./km²).